# Georg Seifert (Basketballspieler)
Georg Seifert (* 8. Juni 1963 in Wien) ist ein ehemaliger österreichischer Basketballspieler.

## Laufbahn
Der zwei Meter große Innenspieler wechselte 1982 vom UBSC Wien zum BK Klosterneuburg. Bei den Niederösterreichern blieb er bis 1991. In dieser Zeit wurde Seifert in den Jahren 1983, 1984, 1985, 1986, 1987, 1988, 1989 und 1990 jeweils Staatsmeister. Im Europapokal der Landesmeister trat Seifert mit Klosterneuburg gegen namhafte Mannschaften wie Real Madrid, KK Cibona Zagreb und Maccabi Tel Aviv an.
Nach seiner Klosterneuburger Zeit war Seifert von 1991 bis 1993 Spieler der Basket Flyers Wien, mit denen er 1992 noch einmal Staatsmeister wurde. Im Zeitraum 1983 bis 1988 kam er auf 25 Länderspieleinsätze für Österreichs Nationalmannschaft, 1984 nahm er mit der Auswahl an der Ausscheidungsrunde für die Olympischen Spiele teil.
Der Diplom-Ingenieur und Doktor der Naturwissenschaften wurde beruflich am Institut für Pflanzenbiotechnologie und Zellbiologie der Universität für Bodenkultur Wien tätig.